# Albert G. Brown
Albert Gallatin Brown, född 31 maj 1813 i Chester District, South Carolina, död 12 juni 1880 i Hinds County, Mississippi, var en amerikansk politiker (demokrat). Han var guvernör i delstaten Mississippi 1844-1848. Han representerade Mississippi i båda kamrarna av USA:s kongress, först i representanthuset 1839-1841 samt 1847-1853 och sedan i senaten 1854-1861. Han var ledamot av Amerikas konfedererade staters senat 1862-1865.
Brown studerade vid Mississippi College och Jefferson College i Mississippi. Han studerade sedan juridik och inledde 1833 sin karriär som advokat i Mississippi. Han gifte sig 1835 med Elizabeth Taliaferro. Första hustrun Elizabeth avled 1836 några månader efter bröllopet. Han gifte om sig 1841 med Roberta Young.
Brown blev 1838 invald i USA:s representanthus. Han kandiderade inte till omval två år senare. Han efterträdde 1844 Tilghman Tucker som guvernör. Han spelade en central roll bakom grundandet av det statliga universitetet University of Mississippi och utvecklingen av det offentliga skolnätet. Han efterträddes av Joseph W. Matthews. Brown fortsatte sin politiska karriär som kongressledamot fram till 1853 och efterträdde sedan följande år Walker Brooke som senator.
I samband med Mississippis utträde ur USA lämnade de båda senatorerna Brown och Jefferson Davis USA:s senat. Mississippi fick representation i USA:s senat följande gång först nio år senare, år 1870. Då övertogs Browns gamla mandat av Hiram Rhodes Revels, den första afroamerikanska ledamoten i kongressens historia. Under amerikanska inbördeskriget hörde Mississippi till Amerikas konfedererade stater (CSA). Browns tidigare kollega Davis var konfederationens president, medan Brown själv var senator i CSA:s kongress. Han föreslog att sydstaterna sluter fred redan efter förlusten i slaget vid Vicksburg den 4 juli 1863. Kriget fortsatte i två år till och efter den slutgiltiga förlusten var hans råd till Mississippis invånare att acceptera konsekvenserna och frigivningen av slavarna.
Brown var frimurare. Hans grav finns på Greenwood Cemetery i Jackson. Brown County i Kansas har fått sitt namn efter Albert G. Brown.